# NGC 6434
NGC 6434 is een balkspiraalstelsel in het sterrenbeeld Draak. Het hemelobject werd op 6 juni 1788 ontdekt door de Duits-Britse astronoom William Herschel.

## Synoniemen
- UGC 10934
- MCG 12-17-2
- ZWG 339.53
- ZWG 340.13
- IRAS 17376+7207
- PGC 60573